# Paulus (bier)
Paulus is een Belgisch bier. Het wordt gebrouwen door Brouwerij Het Sas te Boezinge, een deelgemeente van Ieper.
Paulus is een oud bruin bier van hoge gisting met een alcoholpercentage van 5% en een densiteit van 10,8° Plato.
Paulus is erkend als streekproduct van de Westhoek.